# Sibyllinae
Sibyllinae (лат.) — подсемейство насекомых семейства Hymenopodidae из отряда богомоловых (Mantodea). Ранее рассматривалось в ранге отдельного семейства Sibyllidae. Около 15 видов.

## Описание
Мелкие богомолы с тонким удлинённым телом. Передние крылья зелёные и листовидные, в остальном тело обычно буроватое. На голове имеется «рог» на лбу, зубчатый по краю. Усики короткие. Средние и задние лапки имеют асимметричные листообразные лопасти, которые усиливают маскировку.
От близких групп отличаются следующими признаками: передние голени с состоящим друг от друга шипиками передние бёдра с короткими 4 дискоидальными шипиками на внешнем ряду, задние голени гладкие (без килей).

## Распространение
Встречаются в Африке.

## Классификация
Около 15 видов в 3 родах. В 2002 году подсемейство было выделено из крупного семейства Mantidae и ненадолго повышено до уровня отдельного семейства Sibyllidae. В настоящее время имеет ранг подсемейства богомоловых из семейства Hymenopodidae (Mantodea). На декабрь 2020 года к семейству относят следующие таксоны:
- Leptosibylla  Roy, 1996
  - Leptosibylla gracilis  Roy, 1996[6]
- Presibylla  Bolivár, 1908
  - Presibylla elegans  Bolivár, 1908
  - Presibylla speciosa  Roy, 1996[6]
- Sibylla  Stål, 1856 — 13 видов[10]
  - Подрод Sibylla
    - Sibylla dives (Giglio-Tos, 1915)
    - Sibylla dolosa (Roy, 1975)
    - Sibylla gratiosa (Rehn, 1912)
    - Sibylla limbata (Giglio-Tos, 1915)
    - Sibylla maculosa (Roy, 1996)
    - Sibylla marmorata (Roy, 1996)
    - Sibylla polyacantha (Gerstaecker, 1889)
    - Sibylla pretiosa (Stål, 1856)

  - Подрод Sibyllopsis
    - Sibylla griffinii (Giglio-Tos, 1915)
    - Sibylla operosa (Roy, 1996)
    - Sibylla pannulata (Karsch 1894)
    - Sibylla punctata (Roy, 1996)
    - Sibylla vanderplaetseni (Roy, 1963)